# Port Safaga
Port Safaga, également appelé Bur Safaga ou encore Safaga (arabe سفاجا), est une ville d'Égypte, sur la côte occidentale de la mer Rouge, située à 53 km au sud d'Hurghada. Ce petit port est également une zone touristique comportant divers hôtels et bungalows. 

## Économie

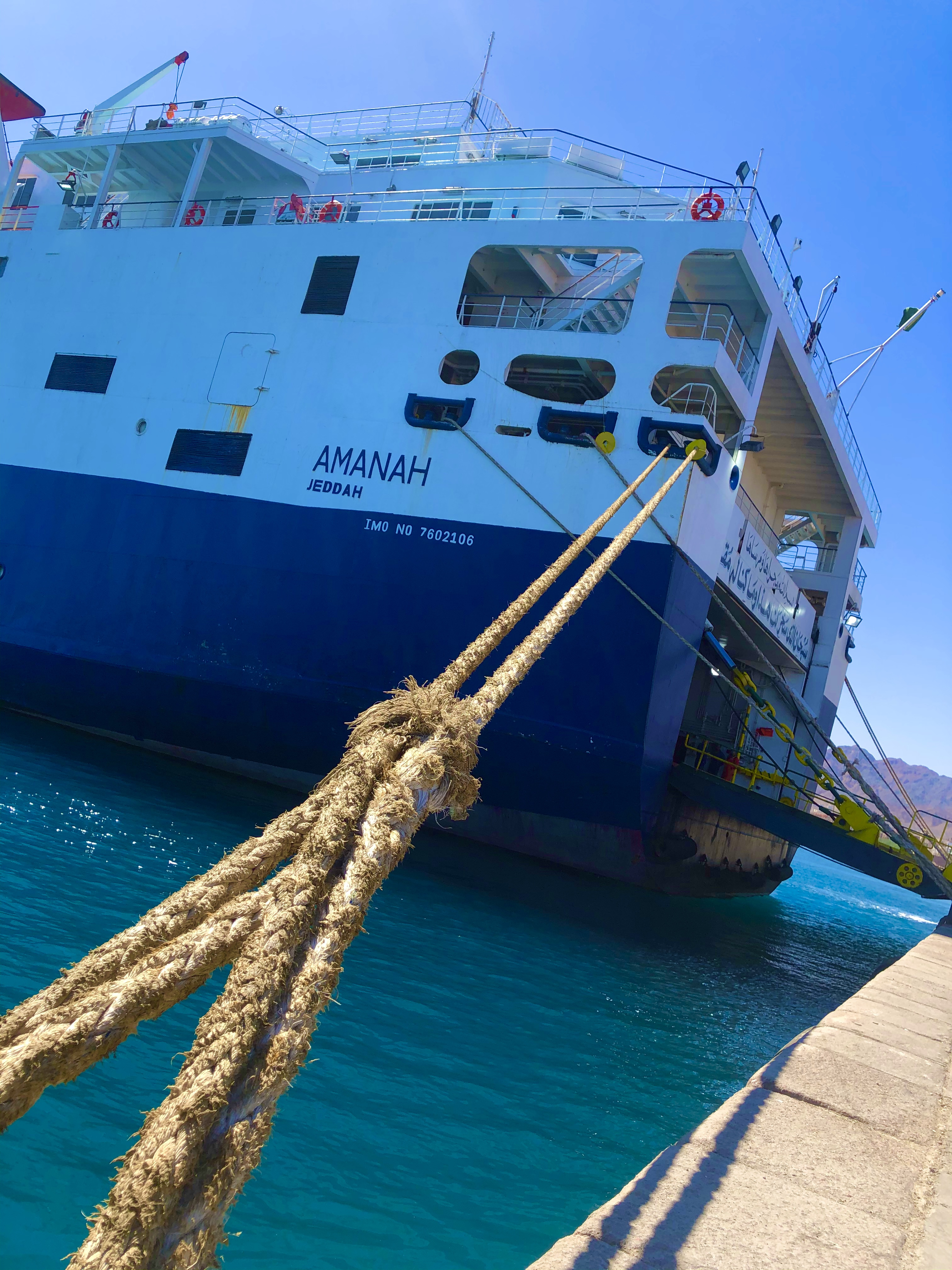
LAmanah dans le port de Safaga.

Proche d'importantes mines de phosphate, c'est le lieu privilégié d'expédition de cette matière. Une route goudronnée de 164 km relie la ville à Qena en Haute-Égypte.  
Safaga est un port maritime avec des destinations régulières vers la Jordanie et l'Arabie saoudite. Safaga City est considérée comme un des plus importants centres touristique et thérapeutique du pays.
Le port abrite une base navale qui est le quartier général de la flotte du sud de la marine égyptienne.

## Antiquité
Il s'agit du port antique de Philotéra (Φιλωτέρα), Philoterida (Φιλωτερίδα),, Peut-être un hétéronyme de Myos Hormos.

## Tourisme
La station est réputée pour son atmosphère non polluée, ses dunes de sable noir et ses minéraux utiles pour le traitement de la polyarthrite rhumatoïde et du psoriasis.  
Safaga est également un centre de plongée sous-marine réputé. C'est un port commercial depuis longtemps déjà. Safaga est particulièrement populaire auprès des amateurs de kitesurf et de windsurf, et accueillit en 1993 un championnat du monde de windsurf. 
Les plages de sable noir caractéristiques de Safaga sont appréciées des touristes. La teneur saline de l'eau est réputée bénéfique pour la peau, en faisant une destination courue. 
Safaga possède quelques sites de plongée d'importance, dont des épaves (Salem Express, Al-Salam Boccaccio 98), et les récifs de Tobia Arbaa, les tombants des récifs Panorama et Abu Qifan, où peuvent être observées des espèces pélagiques telles le thon, le requin et la raie manta.
À une douzaine de kilomètres au nord se trouve la station balnéaire intégrée de Soma Bay.
Safaga est également un bon point de départ pour un voyage dans le désert de l'Est pour visiter les carrières du Mons Claudianus, ou le site antique de Louxor, l'une des destinations les plus connues d'Égypte, se trouvant à 220 km de la station.